# Olijfboszangervink
De olijfboszangervink (Certhidea olivacea) is een van de zogenaamde darwinvinken, zangvogels uit de grote Amerikaanse familie Thraupidae (tangaren). Deze darwinvinken komen als endemische soorten alleen voor op de Galapagoseilanden, op de eilanden Isabela, Santiago, Rabida, Pinzon, Fernandina en Santa Cruz.

## Kenmerken
Het geslacht Certhidea telt twee soorten. De olijfboszangervink is een beetje groenig gekleurd. Volwassen mannetjes hebben tijdens de broedtijd roodachtige vlekjes op de keel. De olijfboszangevink komt voor in droge en vochtige bossen op berghellingen. Ze leven voornamelijk van insecten. Ze hebben de snavelvorm, kleur en gedrag van vogelsoorten uit de familie van de boszangers (waartoe fitis en tjiftjaf behoren), maar zijn verwant aan de andere darwinvinken en vormen daarom eens te meer het bewijs van sympatrische soortvorming op eilanden.
Toen Darwin in 1835 de eilanden bezocht was hem de verwantschap van deze vink met de andere darwinvinken niet duidelijk. In zijn aantekeningen vermeldde hij de boszangervink als een soort winterkoning.